# Bellows Falls
Bellows Falls ist ein Village in der Town Rockingham im Windham County des Bundesstaates Vermont in den Vereinigten Staaten mit 2747 Einwohnern (laut Volkszählung von 2020). Bellows Falls liegt im Südosten der Town Rockingham, am westlichen Ufer des Connecticut Rivers.

## Umliegende Orte
Alle Angaben als Luftlinien-Entfernungen.
- Norden: Charlestown, 11,5 km
- Nordosten: Langdon, 6,0 km
- Osten: Marlow, 20,5 km
- Südosten: Surry, 16,5 km
- Süden: Westminster, 7,5 km
- Südwesten: Townshend, 21,0 km
- Westen: Saxtons River, 6,0 km
- Nordwesten: Rockingham, 8,0 km

## Geschichte
Entstanden an Wasserfällen im Connecticut River, den Great Falls, direkt gegenüber von Walpole, das, am östlichen Flussufer liegend, zu New Hampshire gehört, entwickelte sich der Ort aufgrund seiner geographisch günstigen Lage zu einem der Einfallstore der Siedler in das Gebiet des heutigen Vermont. Die erste Covered Bridge Vermonts – zugleich die erste Brücke, die auf einer Länge von 365 feet (ca. 122 m) den Connecticut River überspannte – wurde hier im Jahre 1785 errichtet und blieb bis 1796 der einzige Brückenschlag über den Fluss. Sie wurde 1840 durch eine andere Konstruktion ersetzt. Die Flussinsel, die auf beiden Seiten von Wasserfällen umgeben ist, wurde zunächst als Fischplatz der ursprünglichen Bewohner genutzt und entwickelte sich mit der Besiedlung durch die Kolonisten zu einem Mühlenplatz. Zuletzt wurde die Flussinsel für eine große Papiermühle genutzt, die erst 1921 geschlossen wurde. Heute gelten die Wasserfälle als Naturwunder und werden als touristischer Anziehungspunkt beworben. Die Flussinsel ist heute der Standort des Amtrak-Bahnhofs Bellows Falls, eines Wasserkraftwerks und eines Gewerbegebietes.
Der Bellows Falls Canal war einer der ersten Schiffskanäle, die in den Vereinigten Staaten gebaut wurden. Er wurde zwischen 1791 und 1802 im Zuge der Schiffbarmachung des Connecticut River gebaut und umgeht die Wasserfälle und Stromschnellen im Bereich der Ortschaft. Er überwindet dabei einen Höhenunterschied von knapp acht Metern in ursprünglich neun Schleusen. Seit die Bahnlinien Ende der 1840er Jahre die Siedlung erreichten, verlor der Kanal trotz einiger Verbreiterungen und Vertiefungen stark an Bedeutung, wird aber bis heute genutzt.
Als einer der beiden Ausgangsorte der Bahnstrecke Bellows Falls–Burlington wurde der Ort schon früh an das im Entstehen begriffene Eisenbahnnetz der Vereinigten Staaten angeschlossen. Die Bauarbeiten begannen im Mai 1847, der erste Zug nach Burlington fuhr am 24. Dezember desselben Jahres und verband so die Atlantikküste mit dem Lake Champlain. Die Strecke existiert noch heute. Die hier befindlichen Wartungsanlagen boten Platz für das 1964 gegründete Dampflokmuseum Steamtown, USA, das aber in den 1970er Jahren wesentlich an Zulauf verlor, als der Staat Vermont den Betrieb von Dampflokomotiven aus Umweltschutzgründen verbot. Das Museum wurde zwischen 1984 und 1988 aufgelöst und ging teilweise in der Steamtown National Historic Site in Pennsylvania auf. Diese Strecke der Green Mountain Railroad wird seit 1849 von der Bahnstrecke Brattleboro–Windsor gekreuzt. Zwischen 1900 und 1924 bestand zudem eine Überland-Straßenbahn nach Saxtons River, einem Ort in einem Seitental des Connecticut River.
Alle Schularten bis zur High School sind in Bellows Falls verfügbar. Das religiöse Leben findet in den fünf Kirchen der Gemeinde statt (zwei katholische Kirchen, eine episkopale und je eine Niederlassung der Assemblies of God und der United Church of Christ). Das nächste Krankenhaus findet sich im nahen Rockingham.

### Einwohnerentwicklung
| Jahr      | 1800 | 1810 | 1820 | 1830 | 1840 | 1850 | 1860 | 1870 | 1880 | 1890 |
| --------- | ---- | ---- | ---- | ---- | ---- | ---- | ---- | ---- | ---- | ---- |
| Einwohner |      |      |      |      |      |      |      | 697  | 2229 | 3092 |
| Jahr      | 1900 | 1910 | 1920 | 1930 | 1940 | 1950 | 1960 | 1970 | 1980 | 1990 |
| Einwohner | 4337 | 4883 | 4860 | 3930 | 4236 | 3881 | 3831 | 3505 | 3456 | 3313 |
| Jahr      | 2000 | 2010 | 2020 | 2030 | 2040 | 2050 | 2060 | 2070 | 2080 | 2090 |
| Einwohner | 3165 | 3148 | 2747 |      |      |      |      |      |      |      |

Volkszählungsergebnis Bellows Falls, Vermont

## Wirtschaft und Infrastruktur

### Verkehr
Bellows Falls ist durch den Interstate 5 und die Vermont State Route 121 an den kontinentalen Straßenverkehr angeschlossen. Auf der Flussinsel hat zudem die Green Mountain Railroad nicht nur eine Personenstation, sondern auch ihren Verwaltungssitz eingerichtet. Hier verkehrt täglich der Vermonter der Amtrak und verbindet Bellows Falls mit New York City und Washington, D.C.

## Persönlichkeiten

### Söhne und Töchter der Stadt
- Jennie Maria Arms Sheldon (1852–1938), Entomologin
- Jay H. Gordon (1930–2007), Politiker, State Auditor von Vermont
- Colleen Barrett (1944–2024), Präsidentin von Southwest Airlines
- Carlton Fisk (* 1947), ehemaliger Baseballspieler in der Major League Baseball
- Ernest Thompson (* 1949), Schauspieler, Regisseur und Oscar-prämierter Drehbuchautor
- Todd T. Semonite (* 1957), Generalleutnant der United States Army
- Thomas M. Salmon (* 1963), Politiker, State Auditor von Vermont

### Persönlichkeiten, die vor Ort gewirkt haben
- Thomas P. Salmon (1932–2025), Politiker, Gouverneur des Bundesstaates Vermont